# Giải thưởng Đĩa vàng Nhật Bản
Japan Gold Disc Award (日本ゴールドディスク大賞) là giải thưởng âm nhạc lớn tổ chức ở Nhật Bản hằng năm dựa theo các tiêu chí về doanh thu âm nhạc của Hiệp hội Công nghiệp Ghi âm Nhật Bản.

## Hạng mục
- Artist of the Year
- New Artist of the Year
- Best Enka/Kayokyoku Artist
- Best Enka/Kayokyoku New Artist
- Single of the Year
- Song of the Year by Download
- Song of the Year by Streaming
- Album of the Year
- Enka/Kayokyoku Album of the Year
- Classic Album of the Year
- Jazz Album of the Year
- Instrumental Album of the Year
- Soundtrack Album of the Year
- Animation Album of the Year
- Traditional Japanese Music Album of the Year
- Concept Album of the Year
- Music Video of the Year
- Special Award
- Best Asian Artist

## Danh sách giải thưởng Nghệ sĩ của năm
| Lần | Năm  | Nhật Bản           | Quốc tế           |
| --- | ---- | ------------------ | ----------------- |
| 1   | 1987 | Akina Nakamori     | Madonna           |
| 2   | 1988 | Rebecca            | The Beatles       |
| 3   | 1989 | Boøwy              | Bon Jovi          |
| 4   | 1990 | Southern All Stars | Madonna           |
| 5   | 1991 | Yumi Matsutoya     | Madonna           |
| 6   | 1992 | Chage and Aska     | Guns n' Roses     |
| 7   | 1993 | Chage and Aska     | Madonna           |
| 8   | 1994 | Wands              | The Beatles       |
| 9   | 1995 | TRF                | Mariah Carey      |
| 10  | 1996 | TRF                | Mariah Carey      |
| 11  | 1997 | Namie Amuro        | Me & My           |
| 12  | 1998 | Glay               | Celine Dion       |
| 13  | 1999 | B'z                | Celine Dion       |
| 14  | 2000 | Hikaru Utada       | Celine Dion       |
| 15  | 2001 | Ayumi Hamasaki     | The Beatles       |
| 16  | 2002 | Ayumi Hamasaki     | Backstreet Boys   |
| 17  | 2003 | Hikaru Utada       | Avril Lavigne     |
| 18  | 2004 | Ayumi Hamasaki     | Twelve Girls Band |
| 19  | 2005 | Orange Range       | Queen             |
| 20  | 2006 | Kumi Koda          | O-Zone            |
| 21  | 2007 | Kumi Koda          | Daniel Powter     |
| 22  | 2008 | Exile              | Avril Lavigne     |
| 23  | 2009 | Exile              | Madonna           |
| 24  | 2010 | Arashi             | The Beatles       |
| 25  | 2011 | Arashi             | Lady Gaga         |
| 26  | 2012 | AKB48              | Lady Gaga         |
| 27  | 2013 | AKB48              | Che'Nelle         |
| 28  | 2014 | AKB48              | One Direction     |
| 29  | 2015 | Arashi             | One Direction     |
| 30  | 2016 | Arashi             | The Beatles       |
| 31  | 2017 | Arashi             | Ariana Grande     |
| 32  | 2018 | Namie Amuro        | The Beatles       |
| 33  | 2019 | Namie Amuro        | Queen             |
| 34  | 2020 | Arashi             | Queen             |
| 35  | 2021 | Arashi             | Queen             |